# اسکای۱
 اسکای۱  (به انگلیسی: Sky۱) یک شبکه تلویزیونی متعلق به گروه اسکای بریتانیا است. 
این شبکه در سال ۱۹۸۲ میلادی تأسیس شده و در بریتانیا و ایرلند برنامه پخش می‌کند. این شبکه مجموعه‌های تلویزیونی مانند ۲۴، فایل اکس، دروازه ستارگان، استخوان، لاست، فرار از زندان، دکتر هاوس، فرینج، سیمپسون‌ها، به من دروغ بگو را پخش کرده‌است.